# 223633 Rosnyaine
223633 Rosnyaine este o planetă minoră (asteroid) din Mars-crossing asteroid⁠(d). A fost descoperită pe 17 mai 2004 la Saint-Sulpice de Bernard Christophe⁠(d) și a fost numită după Joseph-Henri Rosny ainé. 
Obiectul prezintă o orbită caracterizată de o semiaxă mare de 2,605580540161 UAi, o excentricitate de 0,4, o înclinație de 6,2 ° în raport cu ecliptica.